# Azay-le-Brûlé
Azay-le-Brûlé település Franciaországban, Deux-Sèvres megyében. Lakosainak száma 1952 fő (2022. január 1.). Azay-le-Brûlé Augé, La Crèche, Cherveux, Saint-Maixent-l’École, Saint-Martin-de-Saint-Maixent, Sainte-Néomaye és Saivres községekkel határos.

## Népesség
A település népességének változása:
| Lakosok száma | 1864 | 1901 | 2025 | 1951 | 1964 | 1982 | 1995 | 1977 | 1952 |
|               | 2013 | 2015 | 2016 | 2017 | 2018 | 2019 | 2020 | 2021 | 2022 |